# First Division 1985-1986 (Irlanda)
Fu la prima stagione della League of Ireland First Division e vennero promosse le prime due squadre qualificate ovvero: il Bray Wanderers A.F.C. e il Sligo Rovers F.C..

## First Division
| Pos. | Squadra                | Pt | G  | V  | N | P  | GF | GS | DR  |
| ---- | ---------------------- | -- | -- | -- | - | -- | -- | -- | --- |
| 1    | Bray Wanderers A.F.C.  | 28 | 18 | 11 | 6 | 1  | 30 | 10 | +20 |
| 2    | Sligo Rovers F.C.      | 27 | 18 | 11 | 5 | 2  | 32 | 13 | +19 |
| 3    | Longford Town F.C.     | 25 | 18 | 10 | 5 | 3  | 29 | 23 | +6  |
| 4    | Derry City F.C.        | 22 | 18 | 8  | 6 | 4  | 31 | 18 | +13 |
| 5    | Drogheda United F.C.   | 18 | 18 | 5  | 8 | 5  | 20 | 18 | +2  |
| 6    | Cobh Ramblers F.C.     | 15 | 18 | 5  | 5 | 8  | 14 | 25 | -11 |
| 7    | Finn Harps F.C.        | 13 | 18 | 3  | 7 | 8  | 23 | 31 | -8  |
| 8    | Newcastle United F.C.* | 13 | 18 | 5  | 3 | 10 | 21 | 33 | -12 |
| 9    | Monaghan United F.C.   | 11 | 18 | 4  | 3 | 11 | 19 | 32 | -13 |
| 10   | E.M.F.A.               | 8  | 18 | 1  | 6 | 11 | 21 | 37 | -16 |

G = Partite giocate; V = Vittorie; N = Nulle/Pareggi; P = Perse; GF = Goal fatti; GS = Goal subiti; DR = Differenza reti;
'*'Newcastle United F.C. cambiò il nome in Newcastlewest F.C. nella stagione successiva.